# Madhuca dongnaiensis
Madhuca dongnaiensis är en tvåhjärtbladig växtart som först beskrevs av Jean Baptiste Louis Pierre, och fick sitt nu gällande namn av Charles Baehni. Madhuca dongnaiensis ingår i släktet Madhuca och familjen Sapotaceae. Inga underarter finns listade i Catalogue of Life.